# Neoarctus primigenius
Neoarctus primigenius is een soort in de taxonomische indeling van de beerdiertjes (Tardigrada). 
Het diertje behoort tot het geslacht Neoarctus en behoort tot de familie Stygarctidae. De wetenschappelijke naam van de soort werd voor het eerst geldig gepubliceerd in 1992 door Grimaldi de Zio, D'Abbabbo Gallo & Morone de Lucia.